# Roger Le Nizerhy
Roger Jean Le Nizerhy (ur. 3 grudnia 1916 w Paryżu, zm. 28 stycznia 1999 w Créteil) – francuski kolarz torowy, złoty medalista olimpijski.

## Kariera
Największy sukces w karierze Roger Le Nizerhy osiągnął w 1936 roku, kiedy wspólnie z Robertem Charpentierem, Jeanem Goujonem i Guyem Lapébie zdobył złoty medal w drużynowym wyścigu na dochodzenie podczas igrzysk olimpijskich w Berlinie. Był to jedyny medal wywalczony przez Le Nizerhy'ego na międzynarodowej imprezie tej rangi. Był to również jego jedyny start olimpijski. W 1946 roku przeszedł na zawodowstwo i czterokrotnie zdobywał srebrne medale torowych mistrzostw kraju w indywidualnym wyścigu na dochodzenie. Wygrał ponadto zawody Prix Goullet-Fogler w 1946 roku i Prix Houlier-Comèsdwa lata później. Nigdy nie zdobył medalu na torowych mistrzostwach świata.